# Александро-Невская часовня (Уфа)
Александро-Невская (Александровская) часовня — уничтоженная православная часовня во имя святого благоверного великого князя Александра Невского в честь 300‑летия города Уфы и в память об императоре Александре II на Верхнеторговой площади, между торговыми домами братьев Крестовниковых, Косицкого и Иванова — Нобеля. Была длительное время одной из главных достопримечательностей центральной части города.
17 (29) октября в часовню из Воскресенского кафедрального собора совершался крестный ход в день спасения императора Александра III при крушении императорского поезда в 1888 году.

## Описание
Кирпичный узорчатый нарядный четверик с пощипцовыми завершениями фасадов, увенчанный шатром с главкой. Вокруг часовни находились боковые галереи, выложенные из камня и обнесённые чугунной решёткой.

## История
24 октября 1880 года Уфимский городской голова Д. С. Волков заявил Уфимской городской думе, что местный купец М. Гирбасов в письменном заявлении предложил поставить на Верхнеторговой площади часовню во имя Архангела Михаила и предоставил эскиз, просив указать место и сделать распоряжение о разрешении постройки.
Заложена в июле 1886 года в честь 300-летия основания города Уфы (отсчет в то время вёлся не с момента постройки первого уфимского острога в 1574 году, а со времени получения городского статуса в 1586 году), и также в память об Императоре Александре II. Освящена 17 (29) октября 1889 года.
Построена к 1890 году по проекту архитектора А. И. Семёнова на пожертвования Уфимской городской думы и купцов Н. К. Блохина, К. И. Гаазе, С. М. Ларионова, С. Л. Сахарова, Ф. Е. Чижова, а также М. М. Гирбасова, В. Е. Поносова, С. Г. Михайлова, С. С. Сафронова, П. С. Михайлова, и ремесленников Цеховой управы. Работы по завершению продолжались в 1892 году.
В 1926 году разобрана. Позднее на её месте построено трамвайное кольцо «Оперный театр», открытое 31 мая 1941 года, и закрытое 7 июля 1980 года.
В 1998–2015 годах на её месте находился фонтан и подземная парковка. Ныне — ледовый каток (в зимнее время) и сезонное кафе (в летнее время).

## Галерея

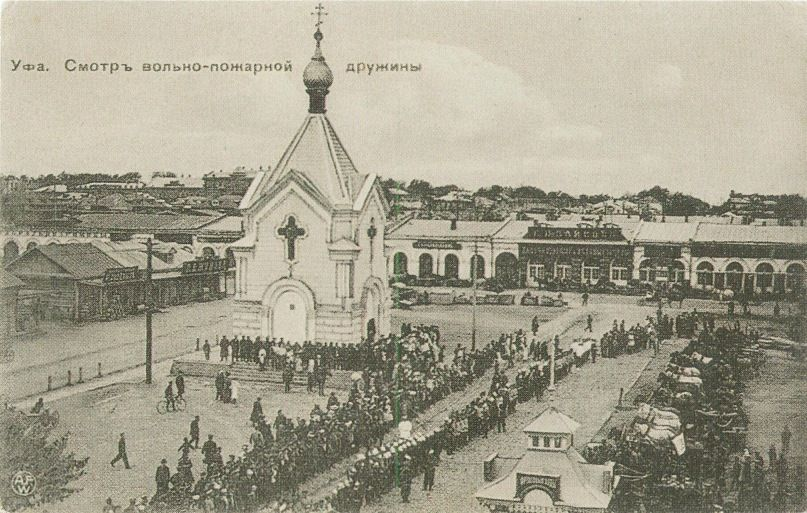
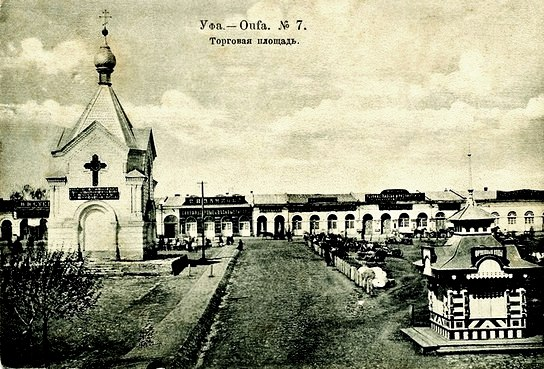
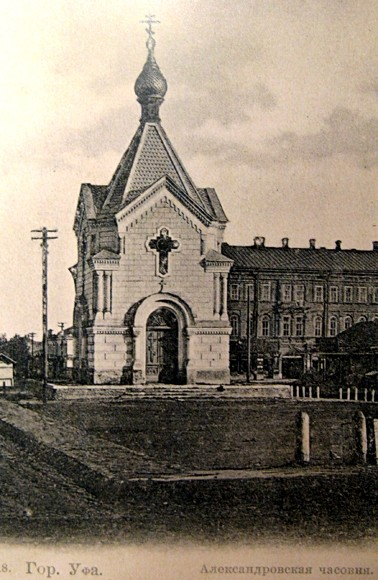
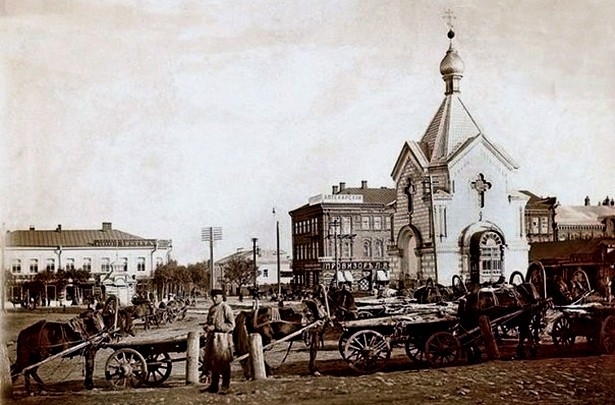
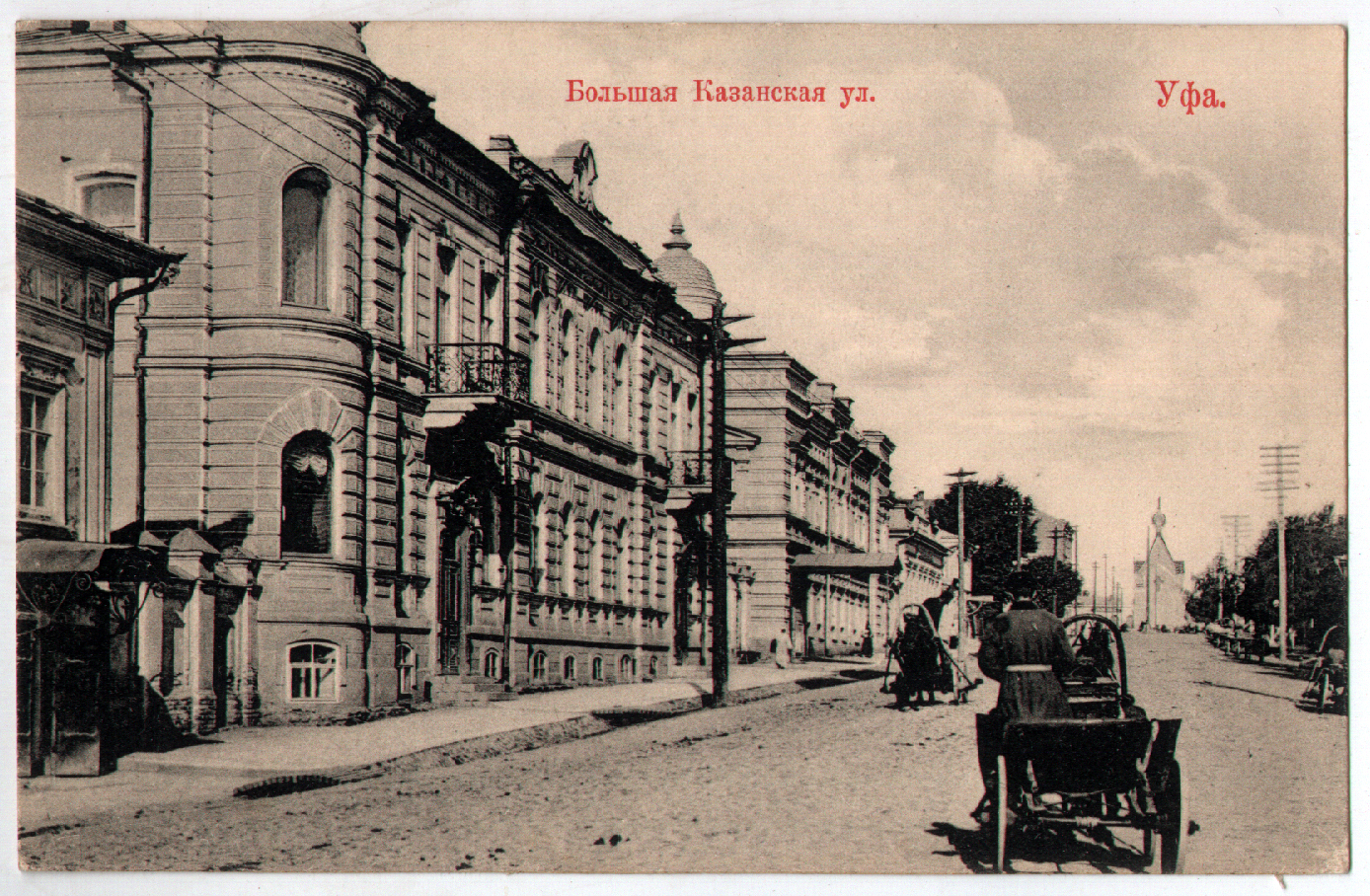
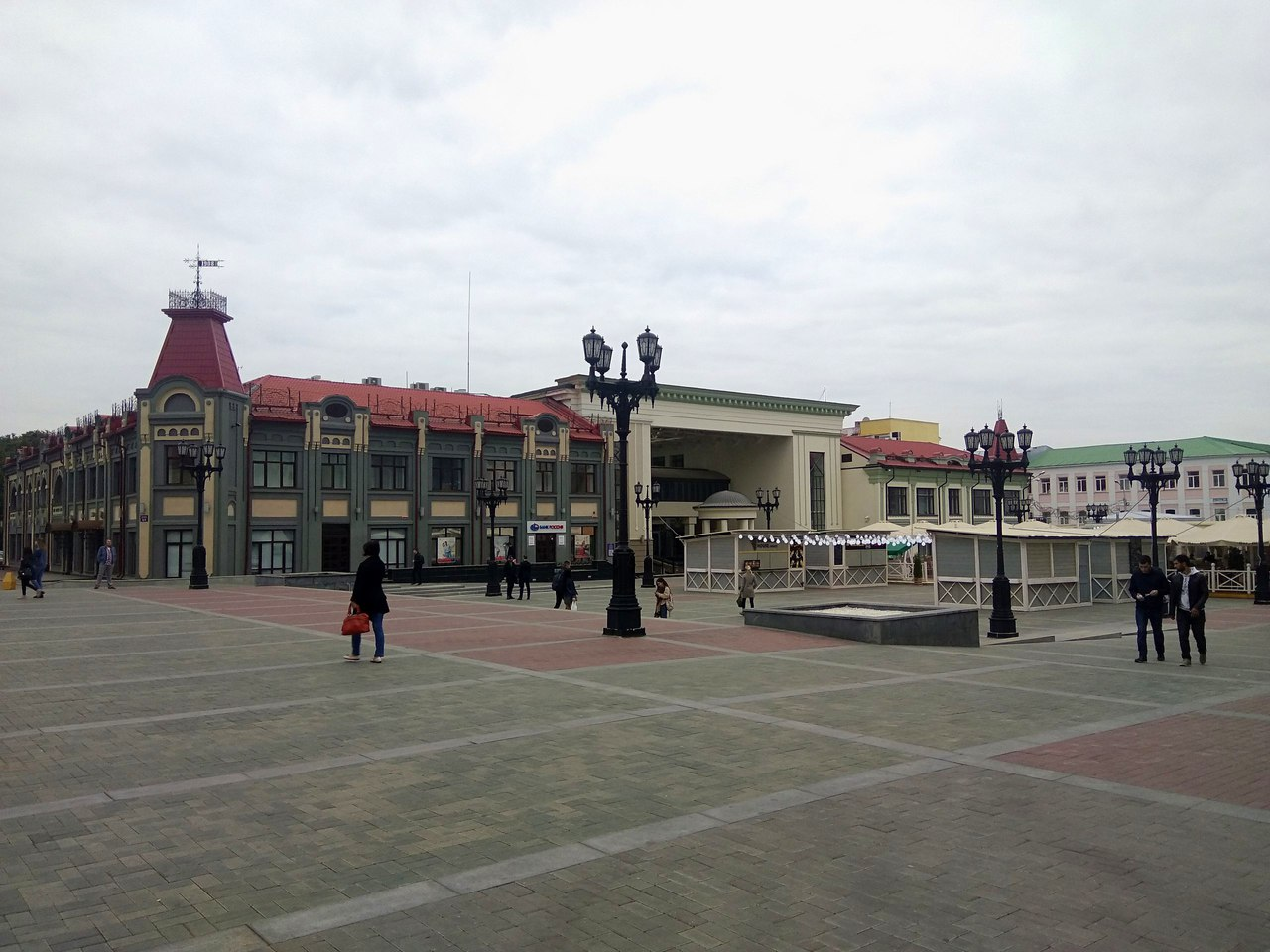
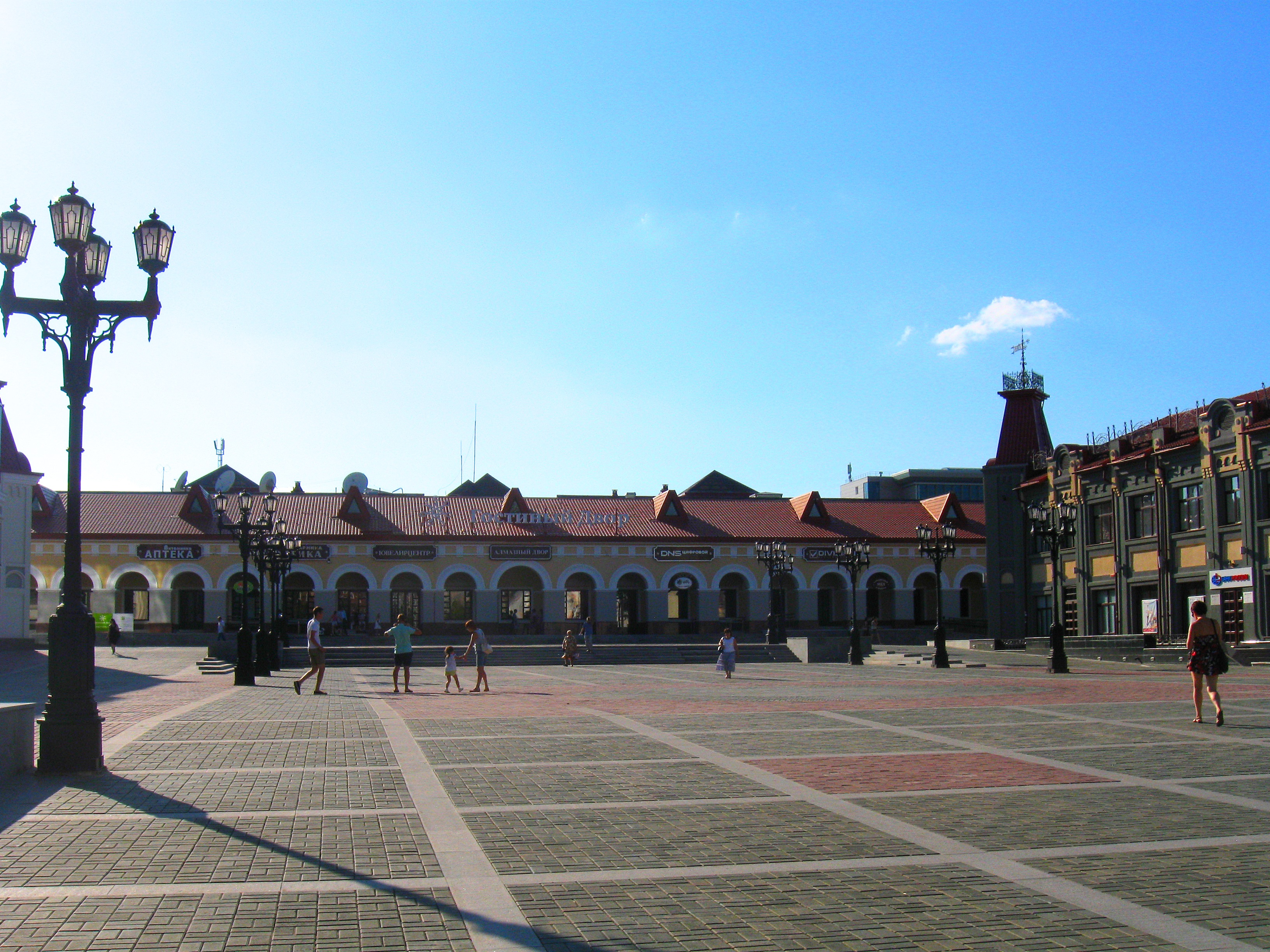
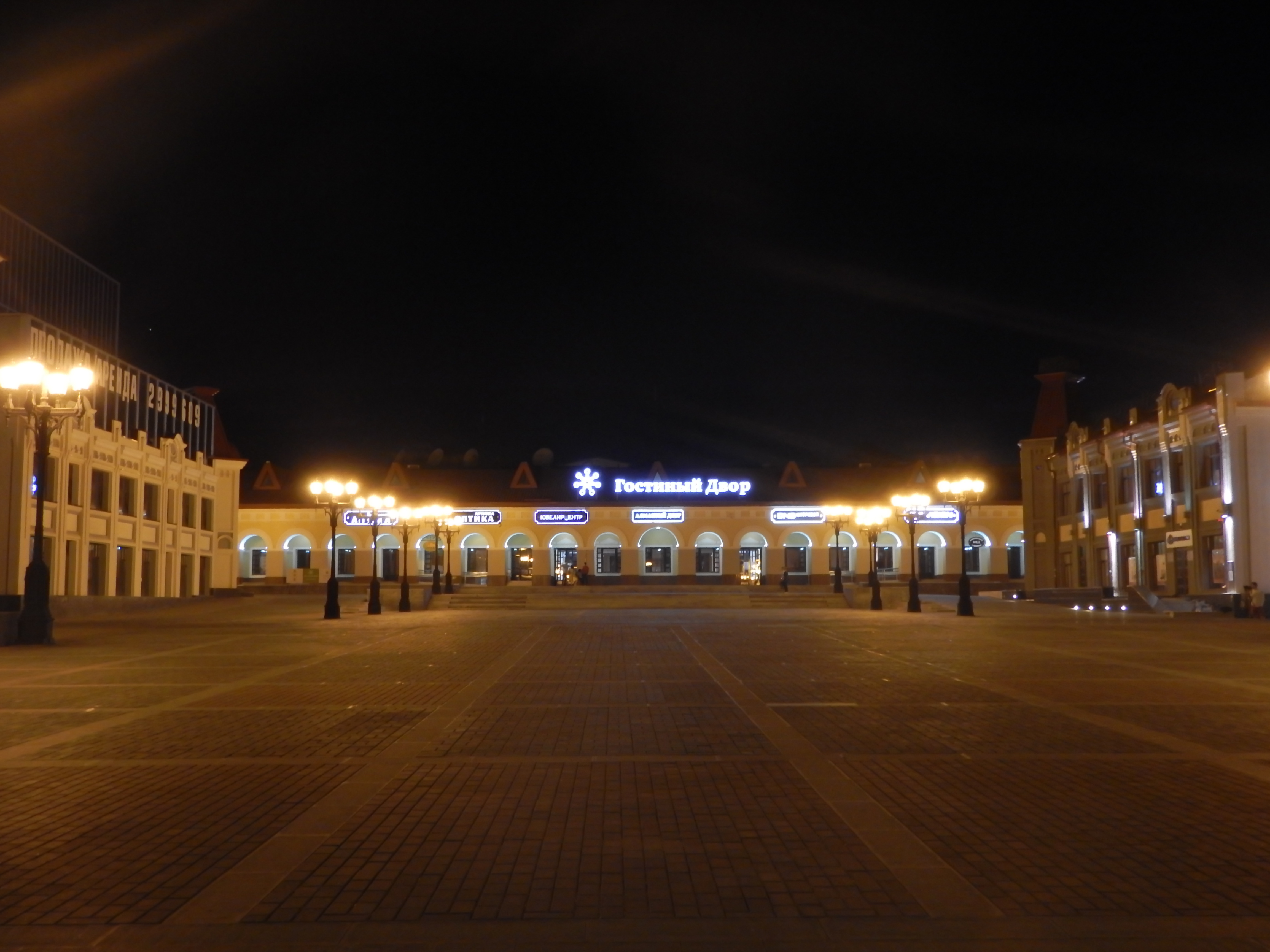
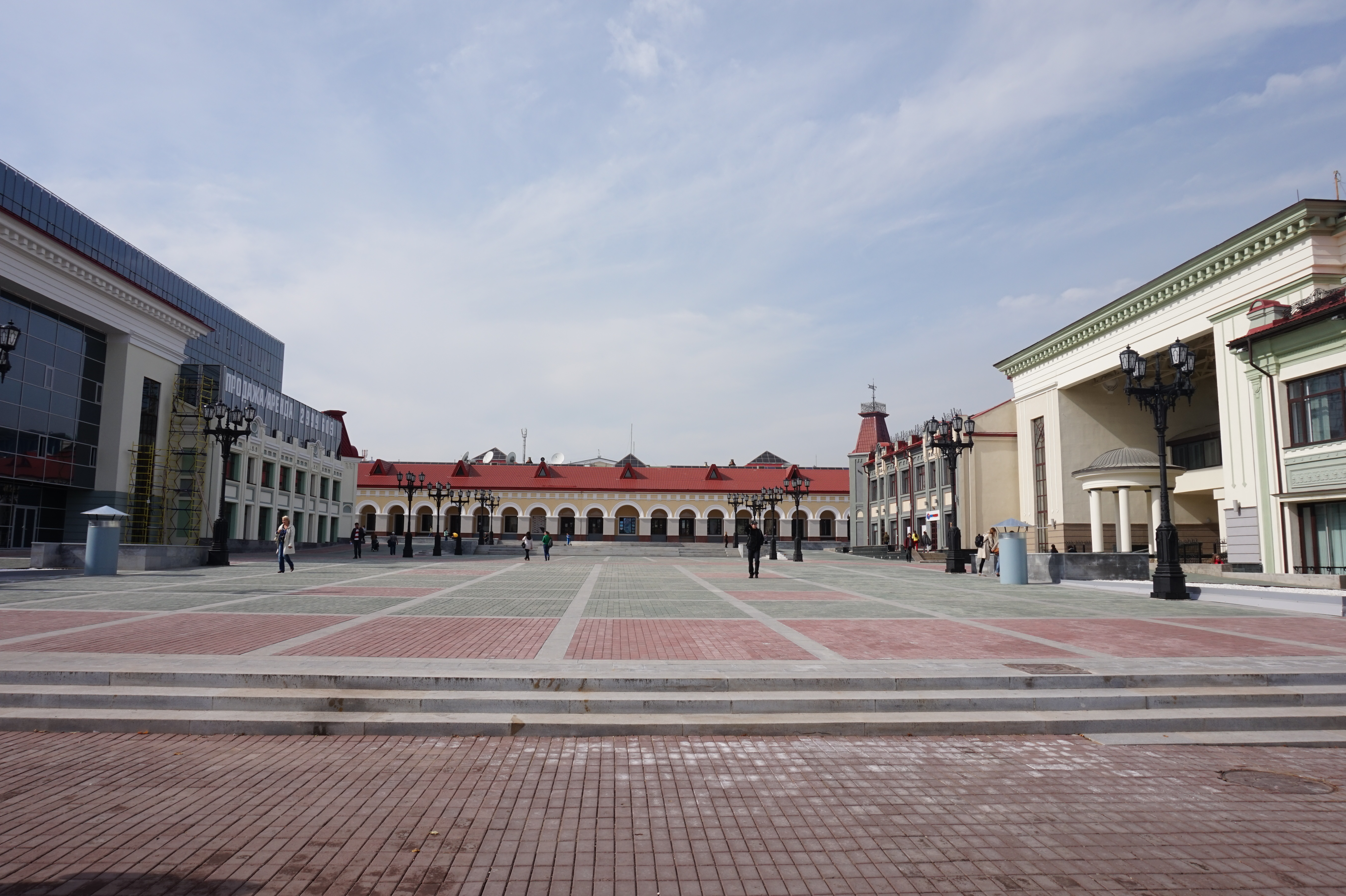
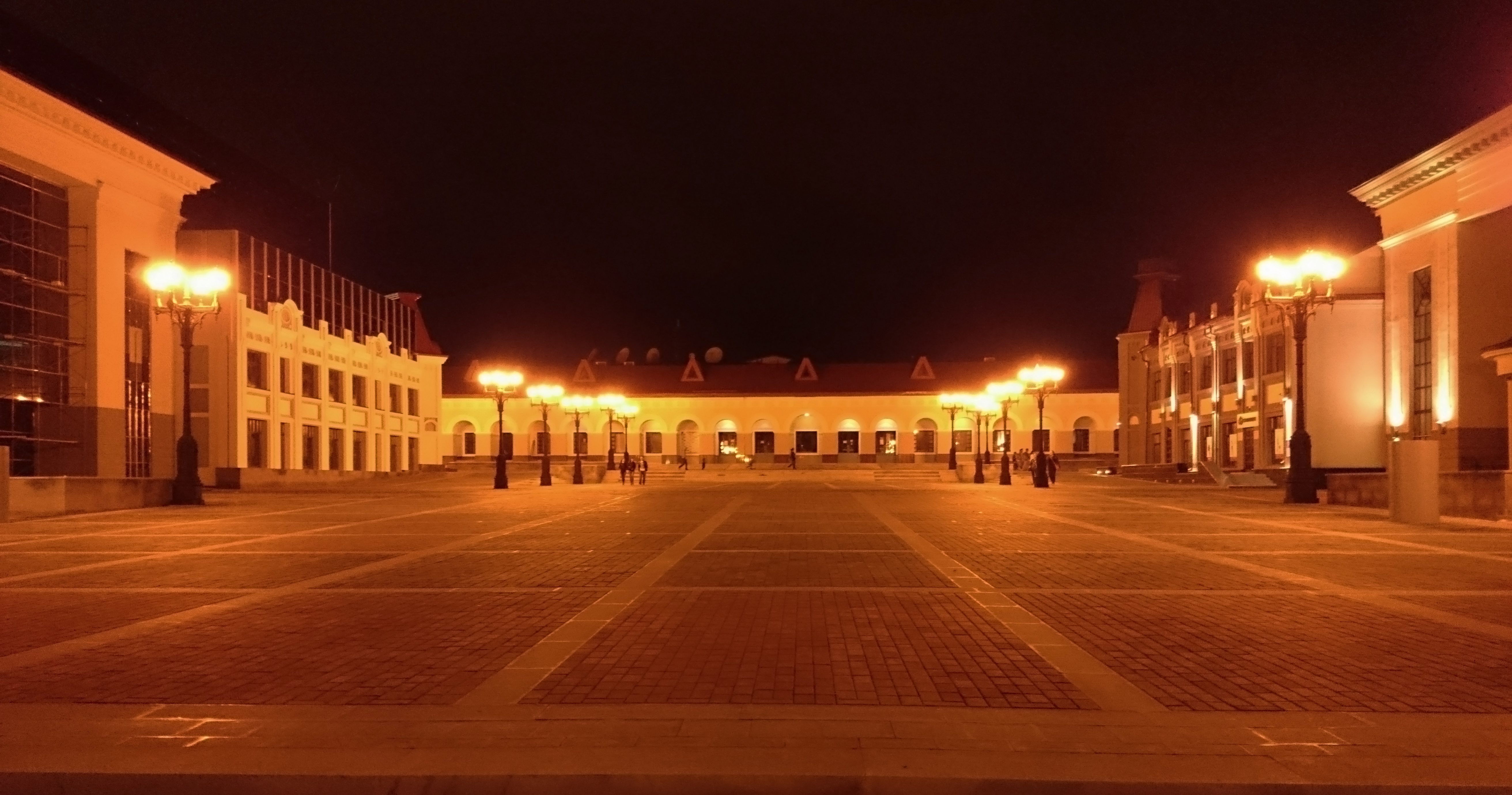
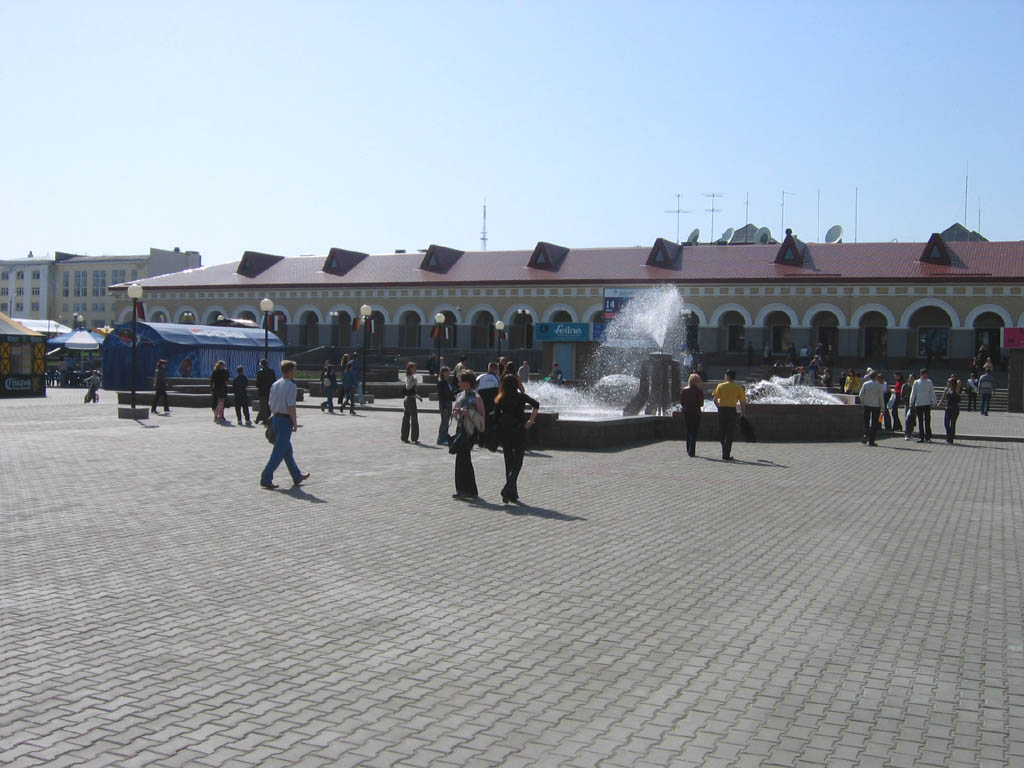